# Cephalopachus bancanus
Cephalopachus — одновидовий рід приматів, який зустрічається на Борнео, Суматрі та прилеглих островах і, як і інші представники групи, веде повністю нічний спосіб життя.

## Морфологічна характеристика
Самці мають середню довжину 12 см і вагу від 122 до 134 г. Цей вид є статево диморфним, оскільки самки в середньому на 10 грамів легші за самців. Очі великі. Його хутро сіре та/або коричневе, що не допомагає відрізнити його від інших видів довгоп'ят. У нього дуже довгий хвіст, майже вдвічі довший за голову та тіло. Хвіст має лускатий вигляд, за винятком пучка волосся біля дистального кінця. Задні ноги надзвичайно довгі. Передні кінцівки досить короткі. Усі чотири кінцівки закінчуються довгими тонкими пальцями, а передні пальці мають дископодібні подушечки.

## Середовище проживання
Цей вид проживає в Брунеї, Індонезії (Бангка, Белітунг, Карімата, південно-східна Суматра, Серасен на островах Південна Натуна та Калімантан, Борнео) і Малайзії (Сабах і Саравак). Поширення на Суматрі невідоме, але вважається, що воно обмежене річкою Мусі.
Цей вид може жити як у первинному, так і в вторинному лісі, а також уздовж узбережжя або на краю плантацій. Його часто описують як низинний вид, найчастіше зустрічається на висоті нижче 100 м; однак є принаймні один запис є з висоти 1200 м від національного парку Букіт Бака-Букіт Райя на заході Калімантану.

## Спосіб життя
Вид на 100% м'ясоїдний, харчується насамперед комахами (включаючи жуків, коників, тарганів, метеликів, метеликів, богомолів, мурах, фазмід і цикад), а також дрібними хребетними (включаючи кажанів, змій і птахів). Ці тварини ведуть нічний спосіб життя та демонструють пристосування до вертикального чіпляння та стрибків у режимі пересування та захоплення здобичі. Вони проводять більшу частину свого часу на висоті нижче 2 метрів над землею і лише 5% вище 3 метрів.

## Загрози
Основною загрозою для виду є втрата середовища існування через перетворення лісів, особливо через розширення плантацій олійних пальм, пожежі та вирубку. Цей вид збирають для незаконної торгівлі домашніми тваринами, зокрема, як вважають, поблизу національного парку Лампунг і Вей Камбас. Його помилково вважають шкідником сільськогосподарських культур і Cephalopachus може постраждати, прямо чи опосередковано, від забруднення сільськогосподарськими пестицидами.